# Find You
"Find You" là một bài hát của nhạc sĩ và nhà sản xuất người Đức gốc Nga Zedd cho phần nhạc phim của bộ phim Divergent. Bài hát được chọn làm đĩa đơn đầu tiên từ album nhạc phim và phát hành vào ngày 26 tháng 1 năm 2014.
Bài hát có sự góp giọng của nữ ca sĩ người Thụy Điển Miriam Bryant và nam ca sĩ nhạc pop người Mỹ Matthew Koma, và được sáng tác bởi cả ba nghệ sĩ cùng với Victor Radstrom, một người cộng tác thường xuyên của Bryant. Bài hát chịu ảnh hưởng của dòng nhạc electro house và progressive house. Video lời bài hát của "Find You" được phát hành vào ngày 30 tháng 1 năm 2014.

## Video âm nhạc
Video âm nhạc cho "Find You" được đăng tải lên YouTube vào ngày 16 tháng 3 năm 2014.

## Danh sách bài hát
| Đĩa đơn CD | Đĩa đơn CD                                             | Đĩa đơn CD |
| STT        | Nhan đề                                                | Thời lượng |
| ---------- | ------------------------------------------------------ | ---------- |
| 1.         | "Find You" (hợp tác với Matthew Koma và Miriam Bryant) | 3:23       |

| Remix nhạc số | Remix nhạc số                   | Remix nhạc số |
| STT           | Nhan đề                         | Thời lượng    |
| ------------- | ------------------------------- | ------------- |
| 1.            | "Find You" (Kevin Drew Remix)   | 4:43          |
| 2.            | "Find You" (Dash Berlin Remix)  | 5:00          |
| 3.            | "Find You" (Tritonal Remix)     | 4:50          |
| 4.            | "Find You" (Froxic Remix)       | 5:51          |
| 5.            | "Find You" (Syn Cole Remix)     | 5:05          |
| 6.            | "Find You" (Dave Aude Remix)    | 5:22          |
| 7.            | "Find You" (TYP Remix)          | 5:19          |
| 8.            | "Find You" (Mike Hawkins Remix) | 4:26          |

## Xếp hạng
| Xếp hạng (2014)                                   | Vị trí cao nhất |
| ------------------------------------------------- | --------------- |
| Úc (ARIA)                                         | 68              |
| Bỉ (Ultratip Flanders)                            | 34              |
| South Korea International Songs (GAON)            | 61              |
| Hoa Kỳ Bubbling Under Hot 100 Singles (Billboard) | 1               |
| US Hot Dance Club Songs (Billboard)               | 1               |
| Hoa Kỳ Pop Airplay (Billboard)                    | 34              |